# Dieter Johannes Bellmann
Dieter Johannes Bellmann (* 4. November 1934 in Freital; † 9. Dezember 1997 in Leipzig) war ein deutscher Arabist.

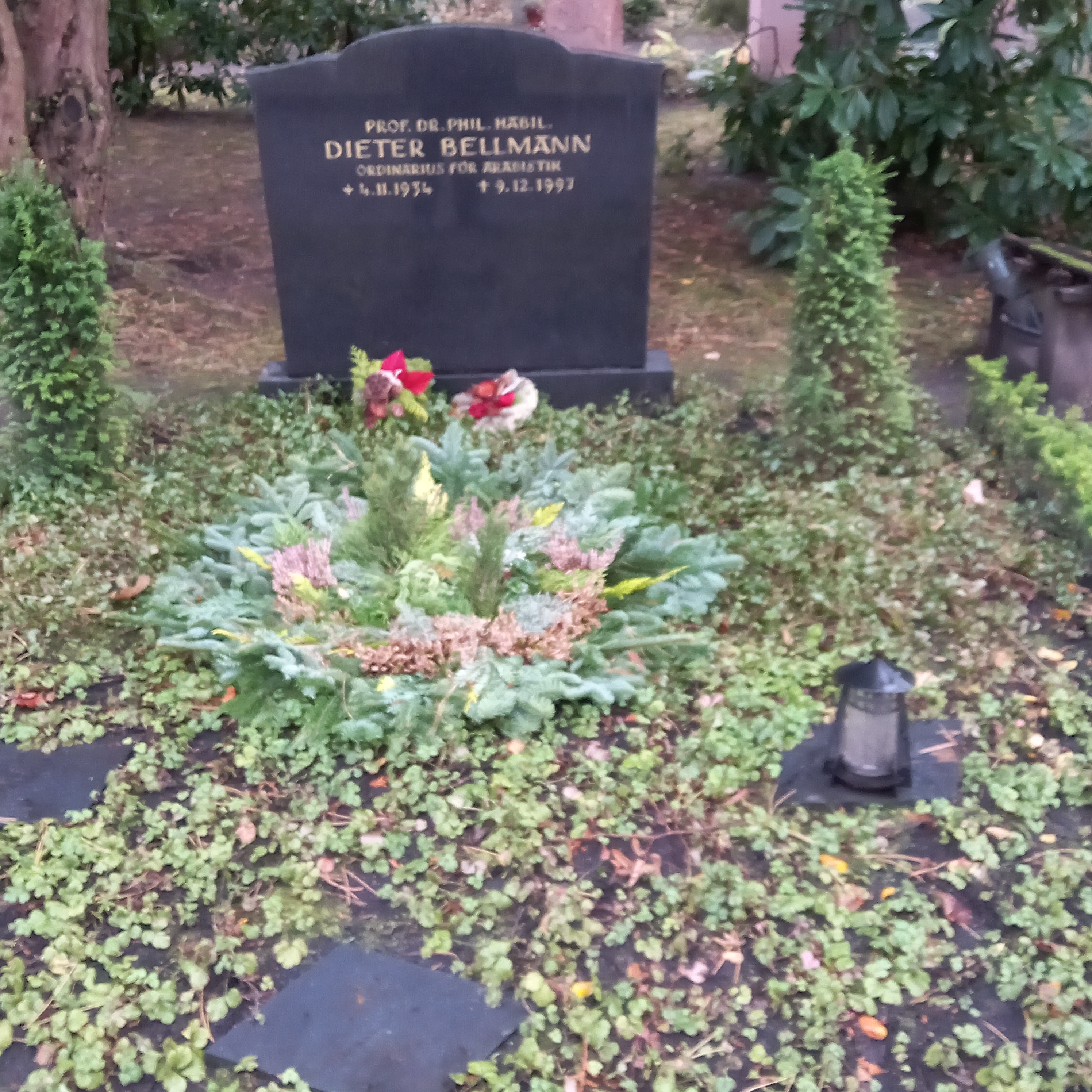
Das Grab von Dieter Johannes Bellmann auf dem Südfriedhof (Leipzig)

## Leben
Dieter Johannes Bellmann bezog 1953 die Universität Leipzig und studierte Klassische Philologie, Orientalistik und Islamistik. Er wechselte an die Universität Halle und beendete das Studium 1958. 1960 bis 1990 war er ferner Mitglied der Freundschaftsgesellschaft DDR – Arabische Länder, bei der er von 1963 an Sekretär des Bezirkskomitees war. Dieses Amt übte er bis 1965 aus und erhielt den Verdienstorden der Vereinigten Arabischen Republik. Die silberne Ehrennadel der Liga für Völkerfreundschaft wurde ihm 1967 zuteil. 1966 promovierte ihn die Leipziger Universität zum Doktor der orientalistischen Philologie. Seine Dissertation lautete Das Anstandsbuch des Ibn al-Waššā (Ein Beitrag zur Kulturgeschichte Bagdads im 3./9. Jh.).
Im Zeitraum von 1970 bis 1974 war Bellmann Leiter von Forschungsgruppen. Von 1972 bis 1977 war er außerdem in seiner Sektion für ausländische Aspiranten zuständig. Seine Promotion B zum Doktor sc. der Philologie fand an der Universität 1978 statt, wozu er die Dissertation Grundzüge der geistig-kulturellen Entwicklung der arabischen Staaten nach dem Zusammenbruch der politischen Herrschaft des Imperialismus und der Erringung der nationalen Selbständigkeit auf den Gebieten Kulturpolitik, Kulturtheorie und künstlerische Kultur geschrieben hatte.
In der Folgezeit war Bellmann Dozent für Arabische Literatur an der Sektion Afrika- und Nahostwissenschaften an der Universität. Das Amt hielt er bis 1986 inne, dann wurde er zum außerordentlichen Professor ernannt. Im Zeitraum von 1985 bis 1990 fungierte er auch als Mitglied des wissenschaftlichen Beirates für Asien-, Afrika- und Lateinamerikawissenschaften am Ministerium für Hoch- und Fachschulwesen der DDR. 1991 habilitierte ihn der Universitätssenat und seit 1993 war er ordentlicher Professor für Arabistik. Die Professur hielt er bis zu seinem Tode inne. Er starb am 9. Dezember 1997 in Leipzig, 64-jährig.
Von 1949 bis 1961 war Bellmann der FDJ zugehörig gewesen, 1949 trat er auch der DSF bei, wo er bis 1990 blieb. Von 1966 bis 1990 gehört er auch der SED an.